# Thomas Haliburton
Thomas Chandler Haliburton (ur. 17 grudnia 1796 w Windsor, zm. 27 sierpnia 1865) – kanadyjski pisarz i prawnik, autor pierwszego kanadyjskiego utworu o poważniejszych rozgłosie – The Clockmaker.